# Gilberto Miranda Batista
Gilberto Miranda Batista, também conhecido como Gilberto Miranda, (São José do Rio Preto, 8 de julho de 1947) é um empresário e político brasileiro, outrora senador pelo Amazonas.

## Dados biográficos
Filho de Deolindo Batista e Maria Aparecida Miranda Batista. Advogado formado no Centro de Ensino Unificado de Brasília e pós-graduado em Engenharia Econômica pela Pontifícia Universidade Católica do Rio de Janeiro, chegou ao Amazonas em 1974 como representante da multinacional sueca Facit. Dedicando-se ao ramo das importações e exportações dadas as cercanias da Zona Franca de Manaus, tornou-se empresário. Estreou na política como representante do governo amazonense na cidade de São Paulo a partir de 1983 por escolha de Gilberto Mestrinho, ingressou no PMDB e foi eleito primeiro suplente de senador na chapa de Carlos Alberto de Carli em 1986, exercendo o mandato quando o titular assumiu o cargo de secretário para Promoção do Desenvolvimento pelo governador Vivaldo Frota, em 1990. Primeiro suplente de senador na chapa de Amazonino Mendes em 1990, foi efetivado quando este foi eleito prefeito de Manaus em 1992. Sua derradeira incursão política ocorreu em 1998 ao eleger-se segundo suplente do senador Gilberto Mestrinho.
Irmão de Egberto Batista, que foi secretário do Desenvolvimento Regional da Presidência da República no Governo Collor.